# Funaria luteo-limbata
Funaria luteo-limbata är en bladmossart som beskrevs av Brotherus 1900. Funaria luteo-limbata ingår i släktet spåmossor, och familjen Funariaceae. Inga underarter finns listade i Catalogue of Life.